# 松方ホール音楽賞
松方ホール音楽賞（まつかたホールおんがくしょう）は、神戸新聞社および財団法人神戸新聞文化財団が主催する日本のクラシック音楽のコンクール。

## 概要
1997年に第1回が行われ以降毎年開催されている。若手クラシック音楽家の育成が目的のため出場者には年齢制限が設けられている。審査部門はピアノ、弦楽器、木管楽器、金管楽器、打楽器および声楽である。授賞式はコンクールの翌年に神戸新聞松方ホールにおいて記念コンサートとともに行われる。また、特に優れたものに贈られる特賞受賞者にはソロリサイタルも同ホールにおいて開催される。

## 賞金
- 音楽賞・特賞 50万円
- 音楽賞 50万円
- 奨励賞 10万円